# Natalie Ahn
Natalie Ahn (1957) és professora de química i bioquímica en la Universitat de Colorado a Boulder. La seva investigació se centra en comprendre els mecanismes de senyalització cel·lular, amb una especialitat en fosforilació i càncer. El treball d'Ahn utilitza les eines de la «química clàssica» per treballar en la comprensió del codi genètic i com la genètica afecta els processos de la vida. Ha estat professora distingida en la Universitat de Colorado a Boulder des de 2003. Va ser investigadora de l'Institut Mèdic Howard Hughes entre 1994 i 2014. Al 2018, va ser escollida per a l'Acadèmia Nacional de Ciències dels Estats Units i nomenada membre de la Acadèmia Americana de les Arts i les Ciències.

## Biografia

### Educació, investigació i premis
Ahn va obtenir la seva llicenciatura en química de la Universitat de Washington, Seattle el 1979. Ahn va obtenir la seva llicenciatura en química de la Universitat de Washington, Seattle el 1979. La seva participació en aquesta investigació va ajudar a comprendre millor el plegament de proteïnes i la visualització de l'estructura 3D de les proteïnes mitjançant l'ús de tècniques computacionals amb cristal·lografia de raigs X. A més a més, Ahn va treballar com a assistent d'investigació de pregrau al laboratori de David Teller, que va investigar la hidrodinàmica de proteïnes, l'estudi del moviment de proteïnes amb relació al seu entorn aquós, en què es poden suspendre o dissoldre.
Al 1985, va rebre el seu doctorat en química en la Universitat de Califòrnia a Berkeley. Aquí, Ahn va treballar amb Judith Klinman, estudiant enzimologia.
El primer treball postdoctoral d'Ahn va ser estudiar la unió dels receptors hormonals en la Universitat de Washington amb Christoph de Haen. Ahn es va mudar al laboratori d'Edwin Kreb, on va començar la seva carrera en la transducció de senyals. En aquest laboratori, Ahn va ser «una dels primeres de descriure les MAP cinases i les cinases de MAP cinases». Va començar a treballar en la Universitat de Colorado a Boulder el 1992. Va formar parteix del Programa Searle Scholars per finançar el treball de joves científics el 1993. Va ser una de les vuit col·laboradores del projecte que va guanyar una subvenció de la Fundació WM Keck per identificar proteïnes en un sol tipus de cèl·lula. Al 2012, va ser nomenada Professora Universitària de Distinció en la Universitat de Colorado. Al 2014, es va convertir en part de l'equip subcel·lular Pan-Omics per a l'avaluació avançada ràpida d'amenaces (SPARTA), que és un projecte bioquímic recolzat per l'Agència d'Investigacions de Projectes Avançats de Defensa, (DARPA).

### Investigació actual
Ahn està treballant actualment en la Universitat de Colorado a Boulder i està realitzant recerques sobre senyalització cel·lular, informació i proteòmica i biofísica molecular. Els temes específics de la seva investigació inclouen:
- Proteòmica i transducció de senyals: 
  - L'objectiu del laboratori és investigar nous mecanismes que siguin responsables de la regulació i la senyalització cel·lular.[7] Per fer això, Ahn utilitza l'espectrometria de masses per perfilar les proteïnes en combinació amb enfocaments bioquímics i cel·lulars per comprendre millor la resposta d'una cèl·lula a les vies de senyalització.
  - A més a més, investiga els moviments interns de les proteïnes-cinases, estudiant específicament la seva dinàmica de proteïnes d'acoblament i la seva funció catalítica.
  - Estudia el desenvolupament del càncer mitjançant l'examen de «vies de senyalització que s'activen en el melanoma i influeixen en la progressió del càncer i la conducta cel·lular».[3]
- Senyalització Wnt5A: 
  - Wnt5A és responsable de controlar la formació de l'eix del cos embrionari i es pot trobar en nivells alts en els melanomes, el que resulta en una invasió cel·lular. Ahn i el seu laboratori van descobrir la «estructura del receptor Wnt5a-actina-miosina-polaritat (WRAMP)», l'ajut del qual en els moviments de les cèl·lules direccionals en desencadenar la retracció de la membrana. Ahn va ser capaç de determinar l'estructura WRAMP utilitzant proteòmica d'orgànuls.[3]
- Senyalització B-Raf: 
  - En la meitat de les cèl·lules de melanoma, la proteïna B-Raf conté una mutació sense sentit (mutació V600E), que és responsable de la transformació cel·lular, la invasió i la metàstasi. Per perfilar les fosfoproteïnes, Ahn utilitza l'espectrometria de masses d'ions precursors negatius per descobrir i comptar els fosfopèptids. Ha identificat nombroses proteïnes diferents amb aquest mètode i amb aquesta informació es va estudiar com els mecanismes cel·lulars utilitzats en la teràpia del càncer es van veure afectats per la senyalització proteïna-proteïna.[3]
- Tecnologies de proteòmica: 
  - Al laboratori d'Ahn, ella usa cromatografia líquida multidimensional - MS / MS per identificar més de 8.000 proteïnes en cada seqüència de MS. L'objectiu és ser més precís i sensible en aquestes tècniques 2-D-LC-MS / MS a l'assignació de proteïnes.[3]
- Dinàmica de la proteïna-cinasa:

Al laboratori, utilitza l'espectrometria de masses d'intercanvi d'hidrogen (HX-MS) per descobrir i comprendre millor els moviments de les proteïnes a l'interior de les cinases, on succeeixen les fluctuacions d'energia. L'objectiu és comprendre com les diferents dinàmiques proteiques són capaces de regular l'activitat catalítica en enzims específics, especialment la proteïna-cinasa. Ahn realitza una recerca que se centra en les cinases ERK2 MAP, que proporcionen un model ideal a causa del seu clar vincle entre l'activitat i la dinàmica de proteïnes.

### Servei comunitari
Va ser escollida presidenta de la Societat Americana de Bioquímica i Biologia Molecular (ASBMB) a l'estiu de 2015. Anteriorment, va ser membre del consell. Va començar a assistir a la reunió anual d'ASMBM quan encara era estudiant de doctorat en la Universitat de Califòrnia a Berkeley i va donar la seva primera xerrada d'investigació pública en una d'aquestes reunions.